# Radiella
Radiella is een geslacht van sponsdieren uit de klasse van de Demospongiae (gewone sponzen).

## Soorten
- Radiella alvea (Hansen, 1885)
- Radiella antarctica Plotkin & Janussen, 2008
- Radiella conica (Hansen, 1885)
- Radiella endeavourensis Austin, Ott, Reiswig, Romagosa & McDaniel, 2014
- Radiella hemisphaerica (Sars, 1872)
- Radiella irregularis (Ridley & Dendy, 1886)
- Radiella sarsi (Ridley & Dendy, 1886)
- Radiella sol Schmidt, 1870
- Radiella straticulata (Wilson, 1925)